# 2004년 하계 올림픽 러시아 선수단
러시아는 2004년 8월 13일부터 29일까지 그리스 아테네에서 열린 제28회 하계 올림픽에 참가했다.

## 수영
남자
| 선수 | 세부 종목 | 예선 | 예선 | 준결선 | 준결선 | 결선 | 결선      |
| 선수 | 세부 종목 | 기록 | 순위 | 기록   | 순위   | 기록 | 최종 순위 |

## 양궁
남자
| 선수                    | 세부 종목 | 랭킹 라운드 | 랭킹 라운드 | 64강                                          | 32강                              | 16강                        | 8강       | 준결승    | 결승 / 순위 결정전 | 결승 / 순위 결정전 |
| 선수                    | 세부 종목 | 점수        | 시드        | 상대 점수                                     | 상대 점수                         | 상대 점수                   | 상대 점수 | 상대 점수 | 상대 점수          | 최종 순위          |
| 드미트리 네브메르지츠키 | 개인전    | 639         | 44          | 미하엘 프란켄베르크 (GER) · L 135–140         | 진출 실패                         | 진출 실패                   | 진출 실패 | 진출 실패 | 진출 실패          | 진출 실패          |
| 발지니마 치렘필로프     | 개인전    | 668         | 7           | 게오르기오스 칼로기아니디스 (GRE) · W 148–133 | 요나스 안데르손 (SWE) · W 162–160 | 첸 슈위안 (TPE) · L 161–169 | 진출 실패 | 진출 실패 | 진출 실패          | 진출 실패          |

## 역도
남자
| 선수 | 세부 종목 | 인상 | 인상 | 용상 | 용상 | 합계 | 합계 |
| 선수 | 세부 종목 | 기록 | 순위 | 기록 | 순위 | 기록 | 순위 |

## 육상

### 남자
트랙 및 도로 경기
| 선수 | 세부 종목 | 예선 | 예선 | 준준결선 | 준준결선 | 준결선 | 준결선 | 결선 | 결선 |
| 선수 | 세부 종목 | 기록 | 순위 | 기록     | 순위     | 기록   | 순위   | 기록 | 순위 |